# Louisiana–Monroe Warhawks

Louisiana–Monroe Warhawks Logo

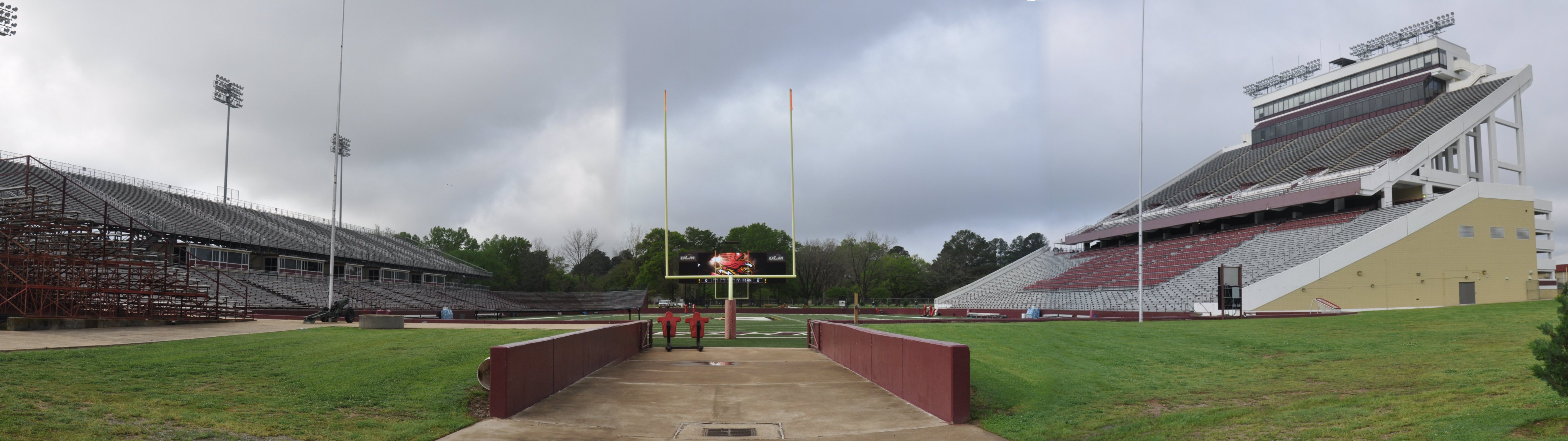
Louisiana–Monroe American-Football-Stadion

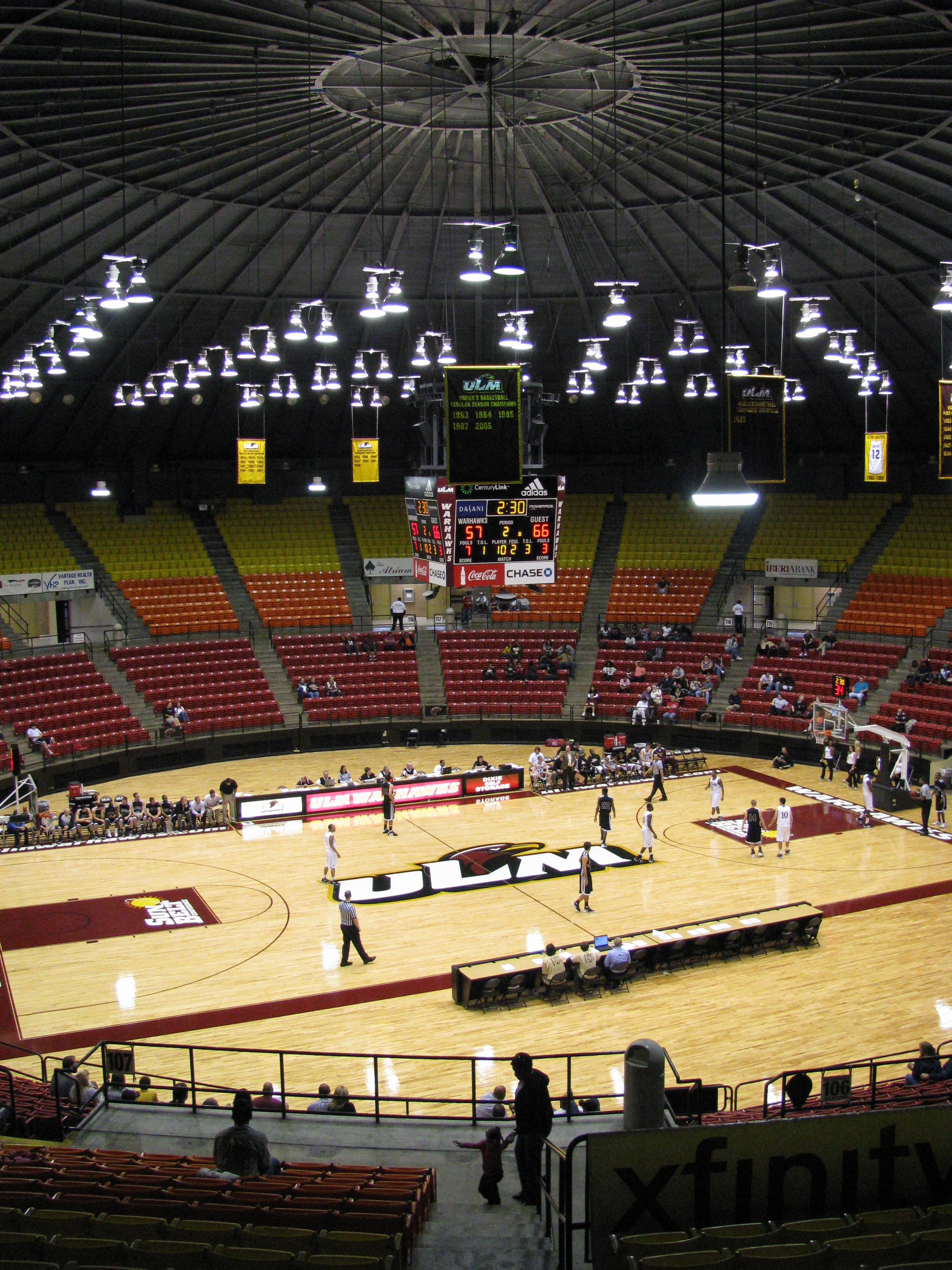
Louisiana–Monroe Basketball-Arena

Die  Louisiana–Monroe Warhawks sind die Sportteams der University of Louisiana at Monroe. Die 16 verschiedenen Sportteams nehmen an der NCAA Division I als ein Mitglied der Sun Belt Conference teil.

## Sportarten
Die Warhawks bieten folgende Sportarten an:
Herren Teams
- Baseball
- Basketball
- Crosslauf
- American Football
- Golf
- Tennis
- Leichtathletik

Frauen Teams
- Basketball
- Beachvolleyball
- Crosslauf
- Golf
- Fußball
- Softball
- Tennis
- Leichtathletik
- Volleyball